# Mycetina hornii
Mycetina hornii är en skalbaggsart som beskrevs av George Robert Crotch 1873. Mycetina hornii ingår i släktet Mycetina och familjen svampbaggar. Inga underarter finns listade i Catalogue of Life.